# Paul Radmilovic

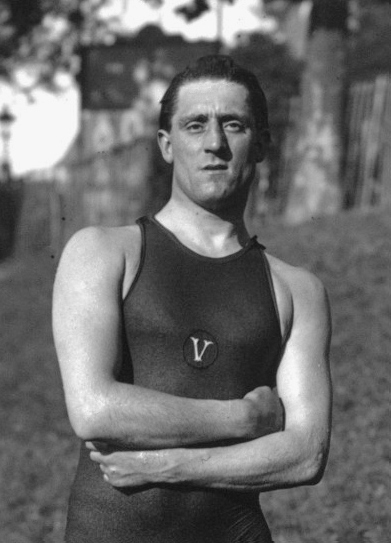
Paul Radmilovic (1909)

Paolo Francesco „Paul“ Radmilovic (* 5. März 1886 in Cardiff; † 29. September 1968 in Weston-super-Mare) war ein britischer Wasserballspieler und Schwimmer, der bei Olympischen Spielen vier Goldmedaillen gewann.

## Werdegang
Radmilovic, dessen Vater aus Kroatien und dessen Mutter aus Irland stammte, wurde in Wales geboren. Er bestritt bereits im Alter von 16 Jahren internationale Schwimm- und Wasserballwettkämpfe. 1906 nahm er an den inoffiziellen Olympischen Zwischenspielen in Athen teil. Dort wurde er über 100 m Freistil Vierter und über 400 m Freistil Fünfter.
An den Olympischen Sommerspielen 1908 in London war Radmilovic einer der Stars der Veranstaltung. Mit den britischen Wasserballern, die zu Beginn des 20. Jahrhunderts diesen Sport dominierten, gewann er die Goldmedaille. Über 100 m Freistil, 400 m Freistil und 1500 m Freistil scheiterte er zwar jeweils im Halbfinale, gewann jedoch mit der 4 × 200-m-Freistilstaffel eine zweite Goldmedaille. Vier Jahre später, bei den Olympischen Spielen 1912 in Stockholm wiederholte er seinen Erfolg mit der Wasserballmannschaft und wurde erneut Olympiasieger. Er trat auch wieder über 100 m Freistil an, schied jedoch in den Vorläufen aus.
Nachdem der Erste Weltkrieg seine sportliche Karriere unterbrochen hatte, nahm er an den Olympischen Spielen 1920 in Antwerpen erneut am Wasserballturnier teil und gewann seine vierte Goldmedaille. Bei den Olympischen Spielen 1924 in Paris scheiterten die Briten bereits in der Vorrunde. An den Olympischen Spielen 1928 in Amsterdam unterlagen Radmilovic und seine Teamkollegen im Spiel um die Bronzemedaille gegen die Wasserballer aus den USA.
Radmilovic gewann über einen Zeitraum von 18 Jahren neun britische Meistertitel im Schwimmen. Seinen letzten nationalen Titel holte er im Alter von 39 Jahren; seine Schwimmkarriere beendete er, als er 45 Jahre alt war. Danach spielte er mehrere Jahre Golf und Fußball. Auch als er schon fast 80 Jahre alt war, schwamm er jeden Tag mindestens eine Viertelmeile (ca. 400 m). Im Jahr 1967 wurde er in die Ruhmeshalle des internationalen Schwimmsports aufgenommen.